# Dicella julianii
Dicella julianii är en tvåhjärtbladig växtart som först beskrevs av J. F. Macbride, och fick sitt nu gällande namn av W. R. Anderson. Dicella julianii ingår i släktet Dicella och familjen Malpighiaceae. Inga underarter finns listade i Catalogue of Life.